# Hypnum longifolium
Hypnum longifolium là một loài Rêu trong họ Hypnaceae. Loài này được (Schleich. ex Brid.) Müll. Hal. mô tả khoa học đầu tiên năm 1851.